# Loncin Holdings
La Loncin Holdings (chiamata anche semplicemente Loncin) è un'azienda cinese produttrice principalmente di motociclette e scooter, anche con il marchio Voge, oltre che di quadricicli leggeri, quad, motori a scoppio e motogeneratori, fondata nel 1993 e con sede a Hangzhou; è quotata alla Borsa di Shanghai (con il codice 603766).

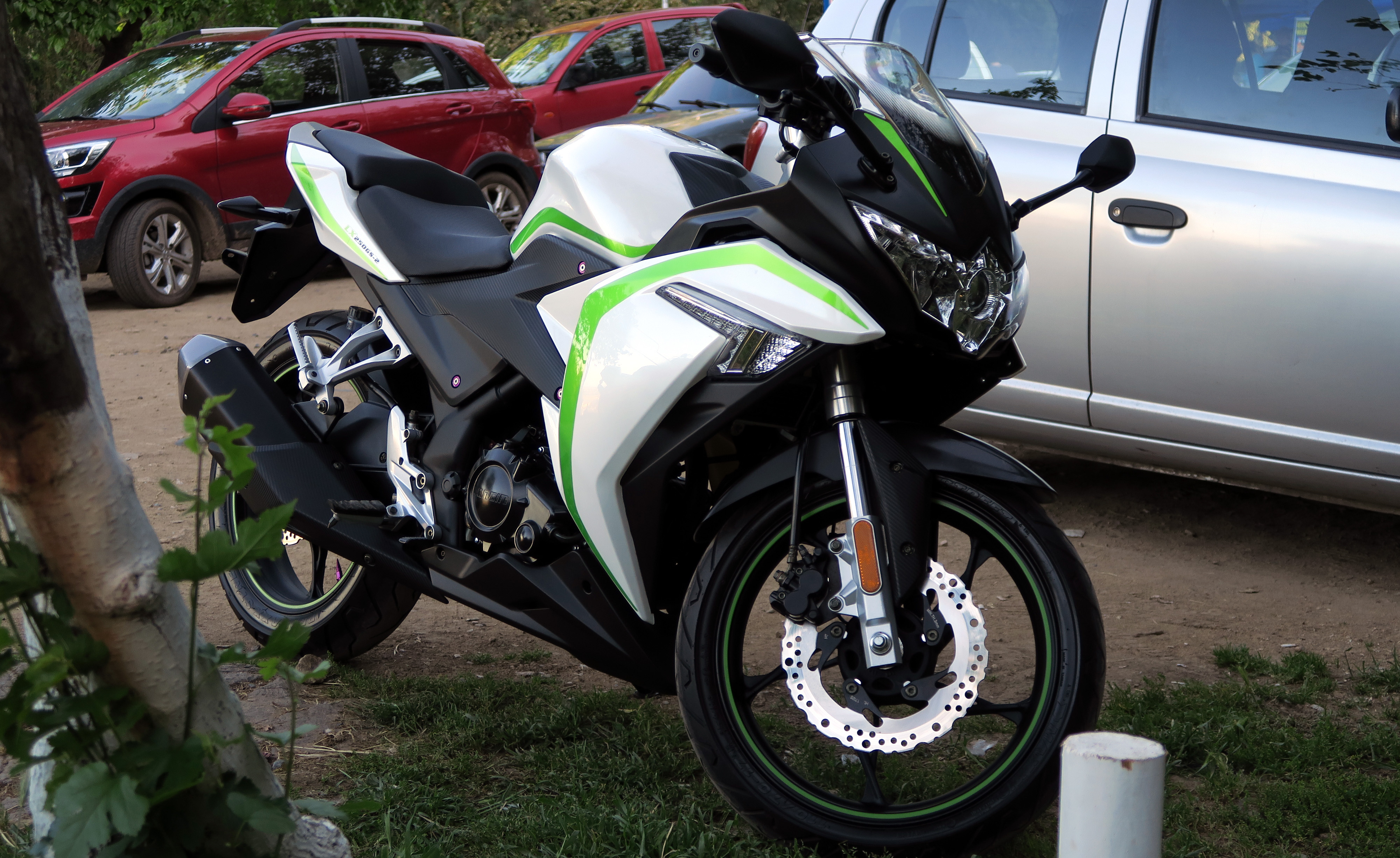
Loncin LX 250

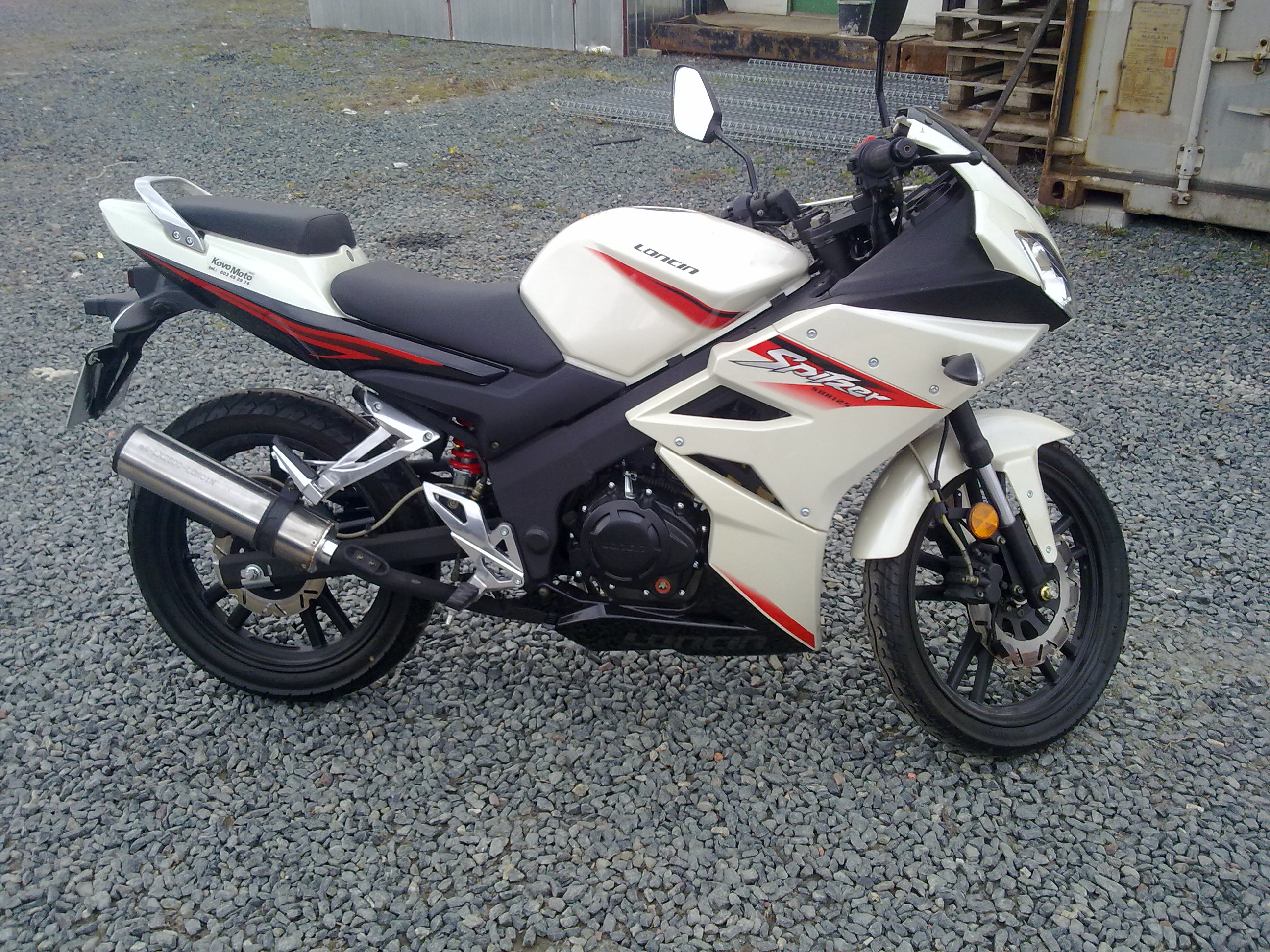
Loncin SBR 125

Nel 2005 la Loncin ha stipulato con la BMW Motorrad un accordo per la realizzazione dei motori per le motociclette BMW G 650 GS e BMW G 650 X; la partnership è poi iniziata nel 2007.
Nel 2012 è stata sanzionata dalla United States Environmental Protection Agency per aver importato 7115 veicoli che violavano il Clean Air Act, presentando una certificazione falsa e incompleta. La società è stata condannata a pagare una multa di 680.000 dollari.
Nel 2017 la Loncin ha iniziato la produzione, sempre in accordo con BMW Motorrad, dei motori che equipaggiano le BMW F850 GS, BMW F900 GS, BMW F 750 GS e BMW R1250 GS. Inoltre per la stessa assembla e realizza dal 2018 anche gli scooter BMW C 400 X e C 400 GT.